# Przyjacielska perswazja
Przyjacielska perswazja (ang. Friendly Persuasion) – amerykański dramat historyczny z 1956 roku w reżyserii Williama Wylera. Film jest ekranizacją wydanej w 1945 powieści Jessamyna Westa pod tym samym tytułem.
Obraz został nagrodzony Złotą Palmą na 10. MFF w Cannes, otrzymał także sześć nominacji do Oscara i trzy nominacje do Złotego Globu.

## Fabuła
Akcja filmu rozgrywa się w czasie wojny secesyjnej. Głównymi bohaterami są członkowie rodziny kwakrów zamieszkałych w południowej części USA. Ze względu na swój światopogląd religijny są oni zdecydowanymi pacyfistami, jednak postawa ta zostaje poddana bolesnej próbie, gdy grasujący w ich okolicy żołnierze zabijają coraz większą liczbę mieszkańców.

## Obsada
- Gary Cooper – Jess
- Dorothy McGuire – Eliza
- Anthony Perkins – Josh
- Richard Eyer – mały Jess
- Robert Middleton – Sam
- Phyllis Love – Martha
- Peter Mark Richman – Gard
- Marjorie Main – wdowa

## Nagrody i nominacje
10. MFF w Cannes
- Złota Palma

29. ceremonia wręczenia Oscarów
- nominacje: najlepszy film, najlepsza piosenka (Friendly Persuasion (Thee I Love)), najlepszy dźwięk, najlepsza reżyseria (William Wyler), najlepszy aktor drugoplanowy (Anthony Perkins), najlepszy scenariusz adaptowany (Michael Wilson[a]

14. ceremonia wręczenia Złotych Globów
- nominacje: najlepszy film promujący zrozumienie międzynarodowe, najlepszy aktor w dramacie filmowym (Gary Cooper), najlepsza aktorka drugoplanowa (Marjorie Main)